# اس‌ام یوبی-۱۲۰
اس‌ام یوبی-۱۲۰ (به انگلیسی: SM UB-120) یک زیردریایی بود که طول آن ۵۵٫۸۵ متر (۱۸۳٫۲ فوت) بود. این زیردریایی در سال ۱۹۱۸ ساخته شد.